# Guión (periódico)
Guión fue un periódico español publicado en la ciudad de Córdoba entre 1936 y 1937.

## Historia
Durante los años de la Segunda República la coalición conservadora CEDA había tenido el apoyo periodístico de El Defensor de Córdoba. No obstante, este diario fluctuaba entre el tradicionalismo y la CEDA, lo que acabaría llevando a la coalición conservadora a lanzar su propia órgano de expresión en Córdoba. A comienzos de 1936 apareció Guión, como una publicación matutina con formato diario. Mantuvo una línea editorial conservadora y decididamente reaccionaria.
Inicialmente estuvo dirigido por Enrique Quintela, para luego ser dirigido por Antonio de la Rosa Cobos. Desarrolló una intensa actividad durante la campaña electoral de 1936. Tras el estallido de la Guerra civil el diario apoyó a las fuerzas sublevadas, sin llegar a ser intervenido. Guión continuaría publicándose hasta su desaparición a finales de 1937.